# Martín Payares
Martín Enrique Payares Campo (Majagual, 27 marzo 1995) è un calciatore colombiano, difensore dell'Unión Magdalena.

## Carriera
Dal 2014 al 2021 ha militato in varie squadre colombiane, tra cui Cortuluá, Orsomarso, Deportivo Pasto, Santa Fe, Patriotas Boyacá ed Atlético Bucaramanga.
Il 21 dicembre 2021 si trasferisce all'El Paso Locomotive in vista della stagione 2022.

## Statistiche

### Presenze e reti nei club
Statistiche aggiornate al 6 gennaio 2022.
| Stagione                | Squadra                 | Campionato              | Campionato | Campionato | Coppe nazionali | Coppe nazionali | Coppe nazionali | Coppe continentali | Coppe continentali | Coppe continentali | Altre coppe | Altre coppe | Altre coppe | Totale | Totale |
| Stagione                | Squadra                 | Comp                    | Pres       | Reti       | Comp            | Pres            | Reti            | Comp               | Pres               | Reti               | Comp        | Pres        | Reti        | Pres   | Reti   |
| ----------------------- | ----------------------- | ----------------------- | ---------- | ---------- | --------------- | --------------- | --------------- | ------------------ | ------------------ | ------------------ | ----------- | ----------- | ----------- | ------ | ------ |
| 2014                    | Cortuluá                | B                       | 13         | 1          | CC              | 7               | 0               |                    | -                  | -                  |             | -           | -           | 20     | 1      |
| 2015                    | Cortuluá                | A                       | 12         | 1          | CC              | 6               | 0               |                    | -                  | -                  |             | -           | -           | 18     | 1      |
| 2016                    | Cortuluá                | A                       | 0          | 0          | CC              | 1               | 0               |                    | -                  | -                  |             | -           | -           | 1      | 0      |
| Totale Cortuluá         | Totale Cortuluá         | Totale Cortuluá         | 25         | 2          |                 | 14              | 0               |                    | -                  | -                  |             | -           | -           | 39     | 2      |
| 2016                    | Orsomarso               | B                       | 15         | 2          |                 | -               | -               |                    | -                  | -                  |             | -           | -           | 15     | 2      |
| 2017                    | Orsomarso               | B                       | 33         | 3          | CC              | 3               | 0               |                    | -                  | -                  |             | -           | -           | 36     | 3      |
| 2018                    | Orsomarso               | B                       | 14         | 0          | CC              | 2               | 0               |                    | -                  | -                  |             | -           | -           | 16     | 0      |
| Totale Orsomarso        | Totale Orsomarso        | Totale Orsomarso        | 62         | 5          |                 | 5               | 0               |                    | -                  | -                  |             | -           | -           | 67     | 5      |
| 2018                    | Deportivo Pasto         | A                       | 9          | 0          |                 | -               | -               |                    | -                  | -                  |             | -           | -           | 9      | 0      |
| 2019                    | Santa Fe                | A                       | 0          | 0          | CC              | 1               | 0               |                    | -                  | -                  |             | -           | -           | 1      | 0      |
| 2019                    | Patriotas Boyacá        | A                       | 19         | 1          |                 | -               | -               |                    | -                  | -                  |             | -           | -           | 19     | 1      |
| 2020                    | Patriotas Boyacá        | A                       | 8          | 0          |                 | -               | -               |                    | -                  | -                  |             | -           | -           | 8      | 0      |
| Totale Patriotas Boyacá | Totale Patriotas Boyacá | Totale Patriotas Boyacá | 27         | 1          |                 | -               | -               |                    | -                  | -                  |             | -           | -           | 27     | 1      |
| 2020                    | Atlético Bucaramanga    | A                       | 11         | 0          | CC              | 2               | 0               |                    | -                  | -                  |             | -           | -           | 13     | 0      |
| 2021                    | Atlético Bucaramanga    | A                       | 1          | 0          |                 | -               | -               |                    | -                  | -                  |             | -           | -           | 1      | 0      |
| Totale Atl. Bucaramanga | Totale Atl. Bucaramanga | Totale Atl. Bucaramanga | 12         | 0          |                 | 2               | 0               |                    | -                  | -                  |             | -           | -           | 14     | 0      |
| 2021                    | Patriotas Boyacá        | A                       | 18         | 0          | CC              | 4               | 0               |                    | -                  | -                  |             | -           | -           | 22     | 0      |
| 2022                    | El Paso Locomotive      | USLC                    | 0          | 0          | USOC            | 0               | 0               |                    | -                  | -                  |             | -           | -           | 0      | 0      |
| Totale carriera         | Totale carriera         | Totale carriera         | 153        | 8          |                 | 27              | 0               |                    | -                  | -                  |             | -           | -           | 180    | 8      |